# 形質細胞

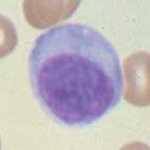
形質細胞

形質細胞（けいしつさいぼう、英: plasma cell）は、B細胞が分化した細胞。分泌型免疫グロブリンの合成と分泌に特化しており、膜結合型免疫グロブリンやMHC II は発現されなくなる。
核は偏在し、車軸核と呼ばれる。細胞質が大きく、免疫グロブリンが大量に存在する。小胞体に富んでいる。急性炎症末期から慢性炎症の病巣に出現する炎症細胞の1つでもある。B細胞-免疫芽細胞-形質細胞系は液性免疫に関与する。
血流やリンパ系によって輸送される。他のすべての血球系細胞と同じく骨髄に由来するが、これらの細胞はB細胞として骨髄を離れ、一般的にはリンパ節で最終分化する。形質細胞の腫瘍化したものは、形質細胞腫/多発性骨髄腫（multiple myeloma)と呼ばれる。
1918年のパンデミックインフルエンザウイルス（スペインかぜ）に対する高齢者の抗体産生細胞の解析から、非常に長寿命（90年以上）であることが明らかになった。

## 発生
骨髄を離れたのち、B細胞は抗原提示細胞として働き抗原を取り込む。これらの抗原はB細胞に受容体介在性エンドサイトーシスによって取り込まれ、処理される。病原体の断片（今日では抗原性ペプチドとして知られる）はMHC II に担持され、細胞表面でヘルパーT細胞に提示される。これらのT細胞はMHC II/抗原複合体に結合し、B細胞を活性化する。この時、B細胞は中心芽細胞を経て記憶B細胞、ないしは形質細胞に分化するが、TH2細胞の産生するIL-5, および-6で活性化されたものが形質細胞に分化する。この形質細胞への分化はリンパ節の髄索で起こる。